# Iso-Peippi
Iso-Peippi eller Peippi är en sjö i Finland. Den ligger i kommunen Kuusamo i landskapet Norra Österbotten, i den nordöstra delen av landet, 700 km norr om huvudstaden Helsingfors. Iso-Peippi ligger 262,9 meter över havet. Den är 12 meter djup. Arean är 64,2 hektar och strandlinjen är 4,48 kilometer lång. Sjön  ingår i Ijo älvs huvudavrinningsområde. 